# Wapen van Slovenië

Wapen van Slovenië

Het wapen van Slovenië en toont een blauw, rood omrand schild met daarop de Triglav, de hoogste berg van Slovenië. Onderaan staan twee golvende blauwe lijnen die de Adriatische Zee en lokale rivieren vertegenwoordigen. Aan de bovenkant staan drie zesbenige gele sterren die in een omgekeerde driehoeksvorm staan. De sterren zijn afkomstig uit het wapenschild van de hertogen van Celje. Het Sloveense wapen, dat in 1991 werd ontworpen door Marko Pogačnik, staat op de Sloveense vlag.
De zee en de Triglav verschenen in 1945 voor het eerst op een Sloveens wapen, toen Slovenië een deelstaat van Joegoslavië werd.

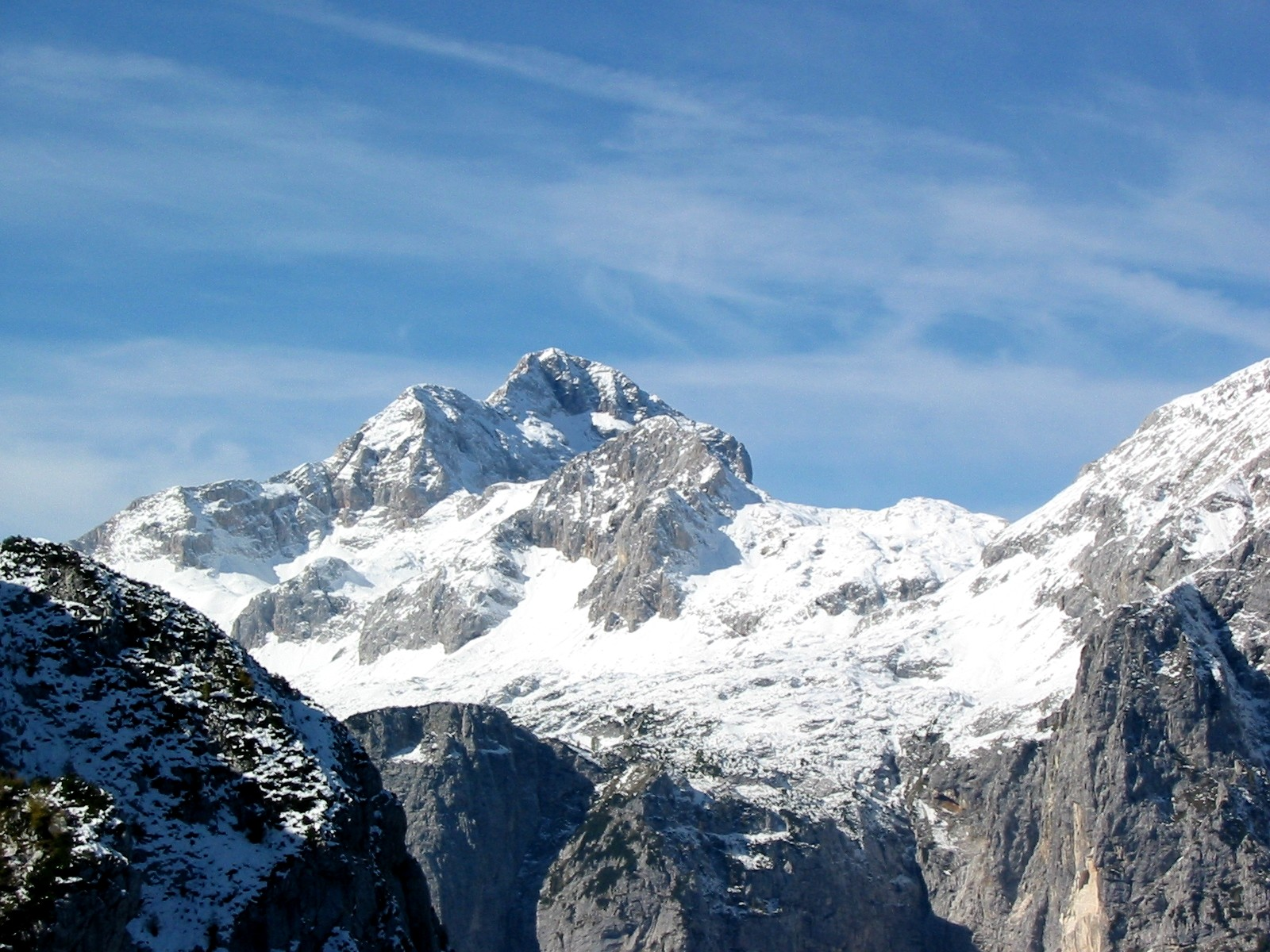
De Triglav-berg
Wapen van Communistisch Slovenië, 1945-1991